# 艳粉街道
艳粉街道，曾是中华人民共和国辽宁省沈阳市铁西区下辖的一个乡镇级行政单位。2019年12月，撤销艳粉街道，所辖辖区分别划入凌空街道和工人村街道。

## 行政区划
艳粉街道已不存在。2019年时艳粉街道下辖以下地区：
永善社区、红艳路社区、光学社区、光辉社区、永合社区、艳华社区、艳粉街社区、红昌社区、红盛社区、艳阳社区和大天地社区。